# Молдовсько-український кордон
Молдовсько-український кордон — державний кордон між Молдовою та Україною. Довжина кордону — 1222 кілометри.

## Історія
Кордон між Румунією та Радянським Союзом існував до 1940 року: тоді до складу УРСР входила Молдавська Автономна Радянська Соціалістична Республіка площею 8288 км². З 28 червня по 3 липня 1940 було здійснено приєднання Бессарабії та Північної Буковини до СРСР, і керівництво СРСР вирішило виділити зі складу УРСР Молдавську АРСР і зробити її окремою республікою в самому складі Союзу. До СРСР відійшли землі площею 28250 км², куди входили великі міста, зокрема: Рені, Ізмаїл, Кілія та Аккерман (частина приєднана до УСРР). Невелика частина на сході та півдні відійшла до новоствореної Молдови.
З липня 1941 року по 20 серпня 1944 року ці території були фактично під контролем Румунії, тоді — союзниці нацистської Німеччини. Після Ясько-Кишиневської операції та звільнення Молдови радянський контроль було відновлено. Поточний стан був затверджений після територіального обміну між Молдовою та Україною, що трохи збільшило площу Молдови на півночі та півдні (поточна – 33843 км²). Тим не менш, деякі питання між Молдовою та Україною щодо кордону ще не вирішені через наявність безлічі зигзагів, що розрізають залізниці, які проходять через кордон.
Сучасний державний кордон між Республікою Молдова та Україною існує з моменту розпаду СРСР, коли Молдовська РСР та Українська РСР стали окремими державами.

## Характеристика
У північній частині молдовсько-українського кордону знаходиться найбільша її віддалена ділянка, на своєрідному «трикутнику» заввишки 4 км — це село Мамалига, що стоїть на річці Прут, де знаходиться і однойменний КПП. Звідти слідує наземний маршрут до русла Дністра, що двічі перетинає кордон. Цей маршрут поділяє і румуномовну частину Одеської області України, і Молдову, і невизнану Придністровську Молдавську Республіку. Маршрут йде вздовж Прута із заходу на схід, потім повертає на північний захід, а потім на південний захід, утворюючи своєрідний трикутник, віддалений на 340 м від злиття Прута із Дністром.
У 1992 році цей трикутник фактично опинився за 230 м на захід від кордону і за 1577 м вниз за течією від злиття Прута. Ділянка площею 4,72 км² носить назву «Ріпа з Миндрешті», що належить де-юре місту Рені Одеської області, а де-факто — молдавському місту Джурджулешть.

## Проблеми
Принцип стійкості кордону, вироблений ще Еммануелем де Мартоном, щодо молдовсько-українського кордону не діє досі, незважаючи на затвердження основного виду кордону ще за часів СРСР. Кордон сім разів перетинає залізницю Чернівці — Могилів-Подільський, двічі — автомобільну дорогу Одеса — Рені. Також у Молдови немає виходу до Чорного моря (максимальна наближеність країни становить 850 м на кордоні), а з акваторії Дунаю їй належить лише 340 м. Для порівняння — у 1918 році Молдавська Демократична Республіка мала 135 км морського узбережжя і 50 км узбережжя Дунаю.

Це призвело до утворення значних транспортних проблем та труднощів у плані матеріально-технічного забезпечення, вилившись у низку територіальних суперечок. У 1997 році було запропоновано варіант про зміну кордону біля міст Паланка та Рені, який реалізували у 2011 році. Україні відійшла частина шосе Одеса — Рені, а Молдові — частина узбережжя Дунаю, де було збудовано перший молдовський порт.

Проблемним є кордон з невизнаним Придністров'ям